# Jan II. Opolský
Jan II. Opolský zvaný Dobrý (Hanuš Opolský) († 1532, Ratiboř) byl opolský, tošecký a ratibořský kníže a poslední příslušník opolské větve slezských Piastovců.
Byl synem opolského knížete Mikuláše I. Spolu s bratrem Mikulášem II. využil příznivé situace ve Slezsku a rozšířil svoje jak územní, tak majetkové državy. Opolské knížectví dosáhlo za jejich vlády svého vrcholu. Zároveň se nesla ve znamení sporu s Matyášem Korvínem, hlavně kvůli jeho nelítostné politice ve Slezsku, především odstraňování knížat a zabírání jejich majetku. Proto se Jan přiklonil k polské straně. Navíc rostla nedůvěra mezi opolskými bratry a těšínským knížetem Kazimírem II. Ta vyvrcholila popravou Mikuláše II. v Nise. Jelikož reálně hrozilo, že po smrti bezdětného Jana by mohlo Opolsko padnout do Kazimírových rukou, jal se opolský kníže jednat. V roce 1512 uzavřel on a opavsko-ratibořský kníže Valentin Hrbatý dědickou smlouvu s uherským královským dvořanem a bratrem pruského velmistra Albrechta Jiřím Braniborsko-Ansbašským z rodu Hohenzollernů.
Zemřel bez mužského nástupce roku 1532 a jeho ostatky byly uloženy v gotické katedrále sv. Kříže v Opolí.